# Tây Chu Huệ công
Tây Chu Huệ công (chữ Hán: 西周惠公), tên thật là Cơ Triều (姬朝), là vị quân chủ thứ ba của nước Tây Chu thời Chiến Quốc trong lịch sử Trung Quốc.
Năm 367 TCN Tây Chu Uy công Cơ Táo qua đời, con trưởng là Cơ Triều kế nhiệm, hiệu là Chu Huệ công. Tuy nhiên, người em của ông là công tử Cơ Căn khởi binh chống lại ông, kéo quân vào cung điện định giết anh cướp ngôi. Cơ Triều đã có sẵn kinh nghiệm mấy đời trước ông nội mình là Tây Chu Hoàn công giúp ông bác Chu Khảo Vương đoạt vị thế nào nên đã có sự phòng bị kỹ càng, khi quân Cơ Căn đến nơi vừa vào trong thành thì quân bên ngoài lập tức ập vào vây hãm kết hợp với quân ở trong thành đánh ra. Cơ Căn thua to dẫn tàn quân tháo chạy, trên đường rút lui còn bị các nhóm dân quân vũ trang địa phương trung thành với Cơ Triều tập kích khiến cho thất bại thê thảm.
Cơ Căn chạy ra đất Củng - nay là huyện Củng tỉnh Hà Nam, được hai nước chư hầu là Hàn và Triệu ủng hộ, cũng tự lập làm Đông Chu Huệ công, từ đó nước Chu nhỏ bé bị phân liệt và Cơ Triều trở thành Tây Chu quân còn Cơ Căn chính là Đông Chu quân.
Sau khi Tây Chu Huệ công qua đời, thế tử Cơ Cộng Chi thế tập tức Tây Chu Vũ công.